# Dermenka
Dermenka (bułg. Дерменка) – schronisko turystyczne w Starej Płaninie w Bułgarii.

## Opis i położenie
Znajduje się na grzbiecie centralnej Starej Płaniny – Trojańskiego Bałkanu w rezerwacie Steneto. Jest to murowany trzypiętrowy budynek o pojemności 100 miejsc: piętro hotelowe – 30 miejsc i 70 miejsc w części turystycznej. Ma wewnętrzne węzły sanitarne i łazienkę. Budynek ma dostęp do wody bieżącej, prądu i centralnego ogrzewania. Schronisko dysponuje dobrze wyposażoną kuchnią i restauracją. Na życzenie turyści mogą być przywiezieni z Beklemeta do schroniska. Zimą można dostać się do schroniska ratrakiem 15-osobowym z Beklemeta. Dla miłośników turystyki zimowej drogę utrzymuje się a poruszanie się po niej jest łatwe i przyjemne. Inny szlak turystyczny wiedzie z Kyrnarów – 3 godz. Schronisko to jest na trasie europejskiego długodystansowego szlaku pieszego E3 ( Kom - Emine).
Sąsiednie obiekty turystyczne:
- schronisko Kozja stena (Kozia Ściana) – 5 godz.
- schron Orłowo gnezdo (Orle Gniazdo) – 1,30 godz.
- schronisko Dobriła – 3 godz.

Wszystkie szlaki są znakowane.
Punkty wyjściowe:
- Beklemeto – 3 godz.
- Kyrnare – 3,30 godz.
- Sopot – 4 godz. (wyciągiem krzesełkowym, a z górnej stacji wyciągu przez schronisko Nezabrawka /Niezapominajka/ )

Ze wszystkich punktów wyjściowych szlaki są znakowane.